# باشگاه فوتبال زیره
باشگاه فوتبال زیره (ترکی آذربایجانی: Zirə Futbol Klubu) یک باشگاه فوتبال در جمهوری آذربایجان است که در شهر باکو فعالیت می‌کند و در سال ۲۰۱۴ میلادی تاسیس شده است.